# Affaire Roland Bertrand-Marcel Cohene
L'affaire Roland Bertrand-Marcel Cohene, appelée aussi « affaire Roland Bertrand » désigne un conflit qui a opposé pendant quatre ans, de 1948 à 1952, Roland Bertrand, leader du PCF et de la CGT chez Usinor Montataire, principale usine de l'agglomération de Creil, à la direction de ces deux institutions.
Attaché au principe d'indépendance syndicale de la Charte d'Amiens, le leader communiste et syndical est accusé de "titisme", sur fond de purges politiques dans le mouvement communiste en Europe et à la direction du PCF en France.
Suivie de près par la presse quotidienne nationale, les Renseignements généraux puis par les historiens, cette affaire politique, financière et sociale fut le théâtre de tensions prolongées à l'intérieur du syndicat CGT et du Parti communiste français, de la fin des années 1940 au début des années 1950, sur fond de schisme Tito-Staline et de guerre d'Indochine, qui a abouti à la révocation par le préfet d'un maire d'une commune de la région, son successeur étant ensuite exclu du PCF.

## Histoire

### Grèves de 1947 et rupture Tito-Staline
Roland Bertrand, ouvrier aux Forges de Montataire, est élu en avril 1938 à la tête du syndicat des métaux de Creil-Montataire , et devient conseiller municipale de Montataire, jusque-là fief de la SFIO depuis 1919. Déporté pendant la seconde guerre mondiale, il est embauché ensuite chez Usinor-Montatair, dont les grèves sont redoutées car entraînant celles de Renault Billancourt, son principal débouché en aciers plats.
Des « divergences » avec la direction du PCF émergent lors des grèves de 1947, quand il met en cause le député PCF de l'Oise Amand Brault, qui "faisait" la liaison avec Paris tous les jours et en ramenait "des mots d'ordres à la con". Lors de ces grèves, Roland Bertrand estime que les ouvriers peuvent "obtenir des satisfactions si l'action est menée d'usine en usine, en harcèlement" mais que le PCF avait "veut que toutes les usines partent ensemble en grève et qu'elles reprennent ensemble". Chez Usinor Montataire, "seul fournisseur de Renault" avant que le constructeur auto ait pû diversifier ses approvisionnements en acier, dès l'après-guerre la "grosse affaire" consistait à mettre Montataire en grève pour bloquer par richocher Renault Billancourt.
Premier adjoint de Marcel Coene, maire de Montataire depuis octobre 1947,, Roland Bertrand devient dirigeant salarié de la fédération communiste de l'Oise, choisi par le député PCF Amand Brault,, qui avait réussi avant-guerre le lancement de l'hebdomadaire picard "Le Travailleur de Somme et Oise", au tirage de 6000 exemplaires. Il est réélu en juin 1948, au poste de secrétaire à la propagande, mais éliminé de la direction départementale quelque temps après,: dès juillet 1948, renseignements généraux et rapports préfectoraux se focalisent sur les différents moments de cette crise, qui leur apparait lié à la rupture Tito-Staline, qui a débouché le 28 juin 1948 sur l' exclusion du Kominform du parti communiste yougoslave de Tito, le "titisme" devenant dès 1919 "l'hérésie", le culte de la personnalité de Maurice Thorez venant en France renforcer celui de Staline.
Ainsi "pour gêner Bertrand", et afin de "montrer que le syndicat ne suffisait pas à tout, certains militants proposèrent en assemblée syndicale la condamnation de Tito et Bertrand s'y opposa en disant que ce n'était pas l'affaire du syndicat".

### Grèves de mars 1950 et cellules d'entreprise
Réélu secrétaire général de la CGT locale en avril 1949, Roland Bertrand est « traduit en octobre 1949 devant un conseil de discipline » du PCF, y est blâmé mais fait amende honorable. Ses camarades de l'usine sidérurgique de Montataire subissent alors les tensions de la sidérurgie française où la modernisation est prétexte à des sous-effectifs: la durée du travail bat des records, 62 heures par semaine en 1950, contre 44 heures en 1938 et se multiplient les accidents mortels du travail: 24 en 1949, puis 19 en 1950  pour le seul bassin de Longwy (13% de l'effectif national), ce qui déclenche en mars 1950 trois semaines de  grève nationale, contre "le retour à la libre négociation des salaires avec le patronat", conclues par un "dur échec": la décision de 5% d'augmentation des salaires n'est pas modifiée et "de nombreux délégués et militants sont licenciés".
Paul Lamarche, secrétaire général de la CGT de l'Oise, est écarté à la suite de ces grèves de mars 1950, et remplacé par Henri Bruyère, communiste orthodoxe. Egalement à cause de divergences sur la stratégie syndicales lors de ces grèves de mars 1950, Roland Bertrand est à nouveau accusé de « titisme » à leur issue, par Raoul Dédicourt, qui remplace à cette occasion à la fédération communiste de l'Oise Félix Gambier,, accusé de n'avoir pas encore divorcé pour se remarier avec la personne avec qui il vivait depuis plusieurs années.
A la direction du PCF, Auguste Havez demande à Roger Pannequin de surveiller la conférence fédérale qui opère cette "purge" en mars 1950, puis d'"assister aux travaux des communistes de ce département "après le congrès", national d'avril 1950. Il estime que la popularité de Roland Bertrand "auprès des ouvriers combattait en fait celle des autres militants communistes qui voulaient créer des cellules d'entreprise". Roland Bertrand est toujours pour le principe d'indépendance syndicale de la Charte d'Amiens, estimant que c'est à la CGT et pas aux partis politiques d'agir dans l'entreprise.
Marcel Servin, le "patron des cadres" du PCF, commande un rapport sur Roland Bertrand à des cadres PCF de l'Oise et demande à Pannequin de se charger de l'exclure, via une assemblée locale dans une salle des fêtes, "pour le couper de sa base". Pannequin ayant rencontré Bertrand et discuté "fraternellement avec lui" répond que l'exclusion serait difficile mais "Servin insista" pour qu'elle "fut rapidement prononcée". Marcel Coene avertit Pannequin  qu'ils "n'y arriveront pas ou bien tueront en même temps la CGT ici" et ce dernier constate qu'il est encore "temps de faire marche arrière". Après une "longue discussion", il décide de présenter la réunion d'exclusion comme "une assemblée d'information", car il commençait à être "sifflé".
"La presse parisienne, alléchée par la promesse d'informations sur un conflit intérieur du parti, avait dépêché ses reporters" et Roger Pannequin convainc Raoul Dédicourt et Henry Bruyère de ne pas leur interdire l'accès à la salle des fêtes du syndicat des métallurgistes, une haute bâtisse en briques de 1500 places assises, avec bar et cinéma, bondée. Roland Bertrand, comme il en avait averti Pannequin, est presque unanimement applaudi quand il dénonce une réunion visant à lui "retirer ses activités syndicales", tandis que des ouvriers dans le public déclarent que Pannequin n'a rien à faire là, ce dernier estimant que le PCF souhaitait surtout écarter Bertrand du secrétariat PCF de l'Oise. Il assure alors qu'il n'a jamais été question d'exclure Roland Bertrand et le lendemain, dans Le Monde, Le Figaro , Le Parisien  et L'Aurore, les reporters insistent sur le renonciation de Pannequin à faire condamner Tito par Roland Bertrand, et à son retour à Paris  Maurice Kriegel-Valrimont l'accuse d'avoir "soudoyé les journalistes de la presse bourgeoise" pour qu'ils "lui tressent des couronnes". Marcel Servin, estime qu'ils mettent en demeure" le PCF de réagir, mais Pannequi refuse de rédiger le rapport que lui demande Marcel Servin , estimant que les reportages de la presse résument la situation. Roland Bertrand, toujours en fonction, sera ensuite accusé d’avoir" totalement désorganisée"  l’Union des femmes françaises par des propos diffamatoires relevant du domaine familial, contre deux dirigeantes départementales.

### Révocation du maire pour des propos controversés sur l'Indochine
PCF et CGT souffrent au deuxième semestre 1950 de l'échec des grèves de mars 1950, notamment dans la sidérurgie de l'Oise et du ressentiment de l'armée de métier contre les grèves de 1949-1950 contre la guerre d'Indochine, qui prend une dimension plus anticommuniste que colonial quand démarre la guerre de Corée le 25 juin 1950. Pertes au front mais aussi alcoolisme, suicides et maladies déciment des soldats nourris très parcimonieusement, avec des conserves inadaptées et la grève des expéditions militaires a subi un coup d'arrêt dès avril, ponctué par une répression sévère dans plusieurs grands ports. Après la mort le 2 juin 1950 de l'adjudant Ange Parsiani, du 11ème choc, sous les yeux de Paul Bonnecarrère, correspondant de guerre de Paris-Match, qui l'attribue à des grenades sabotées par des communistes de l'Union des femmes françaises (UFF), proche du PCF, le gouvernement sévit contre les communistes : le 7 septembre, dans le cadre de l'opération Boléro-Paprika, expulsion de 404 ex-FTP étrangers et réfugiés de 1937 et dissolution de leurs journaux,,, malgré l'opposition de l'abbé Pierre, incidents des manifestations de rue Marseille, Paris et Lyon, et condamnation le 20 octobre à 5 ans de prison pour complicité de sabotage du militaire Henri Martin, arrêté à Toulon fin mars.
Cette adversité s'ajoute dans l'Oise aux dissensions internes au Parti communiste et aux associations et syndicats liés. Elles touchent l'UFF, que les syndicalistes de l'Oise sont "accusés d’avoir totalement désorganisée" dans le département. C'est Roger Pannequin qui est le plus visé: le PCF reproche son échec de 1950 à obtenir une autocritique ou une exclusion de Roland Bertrand, soutenu par le maire Marcel Coene. Fernande Valignat a rencontré les directions communistes de l'Oise, de la Somme et de l'Aisne suivies pour la direction du PCF par Roger Pannequin, pour tenter obtenir des témoignages selon lesquels ce dernier aurait "donné pour consigne de planquer des armes". Ce dernier est en effet mis en accusation pour le même motif dans l'affaire Pronnier, qui vient d'éclater dans le département voisin du Pas-de-Calais, pour laquelle il recevra du comité central du PCF un “ blâme intérieur ” le 27 avril 1951 et dès le 4 mars perquisitions chez lui tentent de retrouver ces armes
Marcel Coene, le maire de Montataire qui avait soutenu à l'été 1950 son adjoint Roland Bertrand contre la direction du PCF, obtenant un revirement de son représentant Roger Pannequin qui avait dû renoncer à obtenir l'exclusion est appelé au moment de cette affaire Pronnier à prononcer un éloge funèbre du soldat Gaston Depestel, victime de la guerre d'Indochine. Il y souligne que la paix est le "bien le plus précieux des hommes menacés par le conflit et la course effroyable aux armements atomiques", selon les archives municipales, mais ce discours est contesté, par des membres de l'association des anciens du  Corps expéditionnaire français en Extrême-Orient (AACEFEO), qui accusent le maire d'avoir accueilli le cercueil "mains dans les poches et cigarette aux lèvres", et de s'être "précipité dès que le corps fut descendu du corbillard pour adresser à la foule un discours provocateur" présentant la victime comme victime d'une guerre pour "les planteurs de caoutchouc et les marchands de canons". Ces propos, qui ne correspondant pas à ceux conservés aux archives de la mairie de Montataire, sont allégués dans une lettre ouverte non datée transmise à Jean Legendre, député-maire RPF de Compiègne, ville voisine, et journaliste politique,. Les allégations sont reprises intégralement dans le livre "Soldats de la boue", paru deux mois après, en juillet 1951, vendu à des centaines de milliers d'exemplaires la même année par Roger Delpey, un ex-sergent de la guerre d'Indochine, reporter de guerre et président de l'AACEFEO, qui habitait Luzarches, près de Montataire, puis dans son livre suivant , écrit à la gloire des parachutistes français.
L'AACEFEO saisit aussi Amédée Bouquerel, fondateur du RPF dans l'Oise et sénateur depuis 1948, proche de son aîné le général Petit, sénateur PCF de la Seine et ex-directeur du cabinet de François Billoux, ministre PCF de la défense nationale, mais aussi ami personnel de Maurice Thorez, qui avait en 1942 assuré des liens d’amitié "solides" du PCF avec les Soviétiques, via un entretien avec Staline,. L'AACEFEO saisit aussi Raymond Dronne, sénateur RPF et futur soutien de l'OAS, ex-colonel du Régiment de marche du Tchad en Indochine, où il a "transformé un succès militaire" en "réussite politique", révolté par le désastre de Caobang, qui vient de dénoncer Marthe Malingreau, conseillère municipale PCF d'Anzin: elle aurait répondu aux conseillers RPF proposant d'envoyer des colis aux soldats d'Indochine, qu'ils méritaient plutôt douze balles dans la peau, propos selon lui reproduits par la radio du VietMinh. Mme Malingreau a eu beau déclarer à la séance suivante du conseil municipal, qu'elle ne visait que les "mercenaires" français en Indochine, le parquet de Valenciennes la renvoie le 22 décembre devant le tribunal correctionnel, qui le 1er mars 1951 voit dans sa précision "l'aveu" que ses "paroles portaient une atteinte intolérable à l'esprit de patrie", mais tient compte dans son jugement du 9 mars de sa captivité subie en Allemagne, circonstances atténuantes, pour la condamner le 9 mars 1951 à deux mois de prison avec sursis et 50 000 francs d'amende. Raflée en novembre 1941 parmi une vingtaine de suspects de la grèves mineurs de 1941, pour certains fusillés et torturés, puis déportée à Ravensbrück,, Marthe Malingreau, avait au retour raconté les expériences médicales faites sur des détenues par les nazis.
Six semaines après les obsèques contestées, le 9 avril 1951, une des sections du régiment de marche du Tchad de Raymond Dronne, basé à Pontoise, participe, sans armes, à une "cérémonie de réparation", appelée aussi "garde d'honneur" par le magazine Paris-Match, répliquant celle lancée devant la tombe du Soldat inconnu pour la Toussaint 1950 avec le ministre René Pleven, d'ex-libérateurs de Paris de la 2e D.B. L'AACEFEO de l'Oise dénonce ainsi l'"insulte" de l'oraison funèbre de Marcel Coene,,,. Les communistes de Montataire organisent une contre-manifestation, mais 200 gardes républicains et 300 soldats sont envoyés pour l'encadrer, constate le magazine Time du 21 mai 1951. A Toulouse au même moment l'AACEFEO intente un procès au journal communiste Le Patriote, lui aussi accusé d'avoir insulté les anciens d'Indochine.
Près de deux mois après les obsèques contestées, Marcel Coene, maire de Montataire est révoqué le 26 avril 1951 par le préfet pour "avoir pris, dans l'exercice de ses fonctions, nettement position contre la politique du gouvernement français en Indochine" et "d'avoir, ultérieurement, cherché à troubler l'ordre public lors d'une cérémonie de réparation à la mémoire du soldat décédé". Le préfet nomme à sa place Roland Bertrand, qui avait fait les gros titres de la presse nationale moins d'un an avant lors de sa tentative d'éviction par la direction du PCF. Malgré cette décision, Marcel Coene est bien réélu par son conseil municipal le 9 juin, mais cette élection est annulée par le conseil de préfecture et il sera condamné à 6000 francs d’amende le 4 juillet 1952.

### Crise de l'hiver 1951-1952
Une grave crise secoue la municipalité de Montataire à l'automne et l’hiver 1951-1952, entraînant l’exclusion Roland Bertrand du PCF. Henri Bruyère, secrétaire général de l’UD-CGT devient secrétaire départemental du PC en avril 1952. Il est accusé par le PCF d’avoir conservé pendant cinq mois ses indemnités de fonction comme maire sans les reverser au partir mais sa cellule refusa de l’exclure en novembre 1951 et le PCF doit faire appel à une section de plusieurs cellules pour le faire le 12 décembre 1951, tandis que lui-même reproche à son prédécesseur des irrégularités dans sa gestion municipale. Revenu ouvrier dans la métallurgie, à la Cima-Wallut, Roland Bertrand mène une liste aux élections des délégués du personnel qui obtient le 16 janvier 1952 six sièges contre deux à FO et un seul à la CGT, alors que cette dernière en avait obtenu six lors des élections précédentes, où Roland Bertrand menait la liste CGT.
Le surlendemain du vote, Roger Pannequin est envoyé à Montataire pour animer un meeting, selon l'historien  afin de « liquider le cas Bertrand » ce qui "fit grand bruit" dans "la presse nationale", en lien avec ce qui deviendra six mois après "l’affaire Marty-Tillon". Le syndicat des métaux CGT est alors "plongé dans une crise grave" et il finit par annoncer sa démission du conseil municipal de Montataire le 15 septembre 1952.
Des "éléments ennemis " s'étaient introduits chez les communistes de l'Oise, écrit deux mois après cette démission Roger Pannequin dans l'hebdomadaire national du PCF France nouvelle, dont il a charge, sous la direction de François Billoux. Il écrit alors que dans l'Oise une "direction ferme, unique" est particulièrement nécessaire pour le PCF, repris par Le Monde du 15 novembre 1952, une autocritique publique de son recul de 1950 face à Roland Bertrand et Marcel Coene.
L'année suivante, le même Roger Pannequin perd son poste de permanent au PCF, au lendemain d'un drame en pleine Fête de l'Humanité: Un coup de feu est tiré car le mari de sa maitresse tente de l'assassiner en public. Auguste Lecoeur, qui fut son supérieur de 1945 jusqu'à l'automne 1951, l'informe immédiatement de son éviction, lors d'un entretien orageux où il lui rappelle que le procès pour séquestration de 1947 n'est pas soldé et lui montre son courrier personnel, sans même le faire assoir: la direction du PCF faisait détourner depuis des semaines, pour informer le mari jaloux. En pleine rentrée scolaire, il retrouve in extrémis quelques jours après un poste d'instituteur dans sa ville, en acceptant une nouvelle autocritique publique que lui demande le PCF,. Ainsi revenu dans le Pas-de-Calais, il y reçoit la visite en novembre 1953 de Léon Feix, chef de la section des cadres du PCF, qui le persuade que son éviction est la volonté d'Auguste Lecoeur, selon lui prochain secrétaire général du PCF, tout en tentant d'obtenir de Pannequin des informations sur Lecoeur. Ce dernier est au même moment visé à son tour par Fernande Valignat lors des journées d'étude des femmes communistes des 14 et 15 novembre puis est victime d'une excommunication lors du comité central des 5 et 6 mars 1954 ou Fernande Valignat l'accable et qui voit aussi le travail de l'Union des femmes françaises dans son département dénoncé par la députée Jeannette Prin. Tous les proches de Lecoeur sont alors évincés, notamment les femmes, comme Julie Dewintre, écartée du comité central en 1954, et la syndicaliste Olga Tournade, qui était depuis 1948 secrétaire de la Fédération des Métaux CGT et de la confédération.
Dix jours après, Roger Pannequin reçoit le 15 mars 1954 une nouvelle visite de Léon Feix, cette fois accompagné de son ex-patron à France nouvelle François Billoux et de Marcel Servin, tous trois tentant d'obtenir qu'il accuse Auguste Lecoeur afin de justifier son éviction du début du mois. Roger Pannequin refusant, Marcel Servin lui dit qu'une ex-amie, Madeleine Riffaud "à force de l'entendre critiquer le parti avait fini par se demander s'il n'était pas un agent de l'ennemi, infiltré", accusation parvenue aux oreilles de Maurice Thorez qui avait personnellement pris la décision de l'évincer.
Roger Pannequin ne raconte qu'une partie de cet épisode dans ses mémoires de 1977, qui restent indulgentes pour Maurice Thorez et son épouse, considérant qu'il a été victime en 1951-1952 d’un "groupe Duclos-Lecœur-Fajon appuyé sur la police soviétique de Beria". Dans ses mémoires, il dénonce dans plusieurs chapitres Auguste Lecoeur, estimant qu'il est responsable de son éviction. Ce dernier donne sa version à l'historien Philippe Robrieux, qui enquête et conclut dans sa "bible" de 1984 sur le PCF que c'est bien Maurice Thorez qui a personnellement décidé d'évincer Roger Pannequin, dans le but d'affaiblir Auguste Lecoeur. Cette analyse a entre temps été adoptée par Pannequin lors d'un entretien avec Renée Rousseau, qui a publié l'année précédente un livre sur l'histoire de l'UFF dans lequel il se souvient que Jeannette Vermeersch, l'épouse de Maurice Thorez, et son bras droit à l'UFF Fernande Valignat ont recherché des témoignages contre lui dès 1951.
L'épisode occupe un chapitre du livre de Mosco Boucault en 1991, qui 40 ans après les faits interviewe André Pierrard, sans recoupements, ce dernier croyant se souvenir que Pannequin s'était alors retrouvé au chômage et en raison d'une décision de Lecoeur, qui aurait encore eu Pannequin sous ses ordres, alors que ce dernier avait changé de secteur à la direction du PCF depuis deux ans.

## Chronologie
- grèves de 1947 en France: Roland Bertrand en opposition avec la direction du PCF;
- octobre 1947: Roland Bertrand  devient premier adjoint au maire;
- juin 1948: Roland Bertrand réélu
- juillet 1948: disparition de l’hebdomadaire communiste  de l'Oise dirigé par Bertrand Roland
- mars 1950:  Roger Pannequin envoyé par le PCF contester Bertrand Roland[8]
- Fin  décembre 1949 : ouverture du train de relaminage "à froid" de Montataire, pour les tôles fines.
- 27 décembre 1950 : ouverture du train de laminage continu à froid de Denain, l'un des projets industriels les plus importants depuis de nombreuses années en Europe continentale[81].
- mars 1951: Marcel Coene, maire de Montataire prononce l'éloge funèbre d'une victime de la guerre d'Indochine
- avril 1951: Marcel Coene suspendu puis révoqué par le préfet, qui nomme maire Roland Bertrand
- décembre 1951: Roland Bertrand exclu du PCF

## Sources
L'affaire Bertrand Roland a été décrite sous ce nom par les historiens Elyane Bressol et Michel Dreyfus, dans une monographie de l'histoire du mouvement social dans la région et par une biographie signée de l'historien spécialiste du mouvement ouvrier et social, Jean-Pierre Besse, président de l’Association pour la mémoire ouvrière et industrielle du bassin creillois (AMOI). Elle occupe un chapitre entier des mémoires du leader de la Résistance dans la région Roger Pannequin, un autre du livre de Mosco Boucault en 1991 et bien sûr l'essentiel des "Souvenirs de Roland Bertrand" (janvier 1986).

## Filmographie
- Mémoires d'Ex, série documentaire en trois parties réalisée par Mosco Boucault en 1991[82].